# La oración de Acción de Gracias
La oración de Acción de Gracias es el séptimo Tratado del Códice VI de Nag Hammadi  (7, 63-65) es un fragmento copto sahídico del Manuscrito del Asclepio.
En la traducción latina la obra se conoce como  “De Hermes Trismegisto: libro sagrado dedicado a Asclepio”. El texto griego original (El Discurso Perfecto) existía a principios del s.IV, como lo prueba la inserción en los Papiros mágicos (PGM III 551) de la plegaria final (Asclepio 41), así como las citas de Lactancio en Divinae Institutiones. Fuera de esta generalidad, la fecha de su composición es desconocida.
Este Tratado 7 del códice VI reproduce la plegaria final del Asclepio (que también encontramos en los Papiros Mágicos, p.ej. en PGM III 592).

## La nota del escriba (7,65)
La Nota del escriba fue escrita en copto por el escritor que copió el resto del Códice VI de los Manuscritos de Nag Hammadi.
Sigue a La oración de Acción de Gracias y es un texto muy breve. Consta de una disculpa sencilla de parte del escritor por copiar este Códice, si fuera el caso de que el receptor ya tuviera una copia, y de la declaración de que el escritor posee muchos discursos de este tipo.